# Људски ресурси
Људски ресурси је појам чије се основно значење у економији и политичкој економији односи на радну снагу, један од три фактора производње. У корпорацијама и бизнису, појам се односи на појединце у оквиру фирме и њихове резултате и способности, као и на део организације који се бави запошљавањем, отпуштањем, тренингом и другим пословима везаним за особље.